# Dansk Melodi Grand Prix 2020
A 2020-as Dansk Melodi Grand Prix egy dán zenei verseny lesz, melynek keretén belül a közönség és a zsűri kiválasztja, hogy ki képviselje Dániát a 2020-as Eurovíziós Dalfesztiválon. A 2020-as Dansk Melodi Grand Prix lesz az ötvenedik dán nemzeti döntő.
Az élő műsorsorozatba ezúttal is tíz dal versenyez az Eurovíziós Dalfesztiválra való kijutásért. A sorozat ezúttal kétfordulós lesz az ötvenedik évforduló alkalmából. Ezúttal újítás lesz, hogy bevezetnek egy rádiós elődöntőt, melynek szervezője a DR P4 nevű rádióállomás lesz. Itt összesen kilenc dal versenyez a rádióállomás területi feltagoltsága szerint. Ezek hármas csoportokra vannak bontva, a végén mindegyik csoportban a legtöbb szavazatot jut tovább a március 7-én rendezendő, ahol a közönség és a szakmai zsűri dönt mindenről. 

## Helyszín
Immáron ötödjére fogja rendezni Koppenhága városa a műsort, valamint először ad otthont a Royal Aréna a versenynek. Legutoljára tizennyolc éve, 2002-ben rendezte ugyanez a város a verseny döntőjét (valamint 2008-ban rendezték az elődöntőket a fővárosban, a DR Byen-ben), amikor Malene Mortensen nyert a Tell Me Who You Are című dalával. Melene végül utolsóként, 24. helyen végzett a tallinni versenyen. 2020. március 6-án, egy nappal, a döntő előtt jelentették be, hogy a koronavírus miatt, zárt ajtók mellett, közönség nélkül tartják meg a műsort.
| Dánia Koppenhága |

## Résztvevők
A DR 2019. október 2-án jelentette be, hogy ismét lehet jelentkezni a dán döntőbe. A dalok beküldésének határideje november 1. volt. A versenyben P4 elődöntőjében versenyző előadókat és dalaikat az műsorsugárzó 2020. január 20-án jelentette be. A többi előadót január 31-én közölték, az elődöntőből vigaszágon továbbjutott előadókkal együtt.
| Előadó                     | Dal                             | Nyelv      | Szerző(k)                                                                        |
| -------------------------- | ------------------------------- | ---------- | -------------------------------------------------------------------------------- |
| Ben & Tan                  | Yes                             | angol      | Emil Adler Lei, Jimmy Jansson, Linnea Deb                                        |
| Benjamin Kissi             | Faith                           | angol      | Benjamin Kissi, Frederik Tao Nordsøe Schjoldan, Gisli Gislason                   |
| Emil                       | Ville ønske jeg havde kendt dig | dán        | Esben Svane, Emil Vestergaard Klausen, Gavyn Matthew Bailey, Tim Scho            |
| Isam B                     | Bølger                          | dán        | Babak Vakili, Isam Bachiri, Morten Woods                                         |
| Jamie Talbot               | Bye Bye Heaven                  | angol      | Tom Oehler, Hampus Eurenius, Aron Blom                                           |
| Jasmin Rose ft. RoxorLoops | Human                           | angol      | Erik Smaaland, Gavin Jones, Grace Risch, Lise Cabble                             |
| Kenny Duerlund             | Forget It All                   | angol      | Henrik Tala, Mila Falls, Patrick Jean, Kenny Duerlund                            |
| Maja & De Sarte Sjæle      | Den eneste goth i Vejle         | dán        | Timo Mastrup-Andersen                                                            |
| MieLou                     | We Could Be So Beautiful        | angol      | Thomas Reil, Jeppe Reil, Bruce R. F. Smith, Eric Lumiere                         |
| Nick Jones                 | 2 AM                            | angol      | Jon Hällgren, Lukas Hällgren, Hampus Eurenius, George Keller                     |
| SamSara                    | For You                         | angol      | Lars 'Chief 1' Pedersen, Remee, Kwamie Liv, Sara Amalie Gerup                    |
| Sander Sanchez             | Screens                         | angol      | Jonas Thander, Liam Craig, Christopher Wortley                                   |
| Sys Bjerre                 | Honestly                        | angol, dán | Lasse Lyngbo, Sys Bjerre                                                         |
| Søren Okholm               | Impossible Dreamers             | angol      | Tobias Stigaard Stenkjær, Peter Jantzen, Nanna Supriya Wedel, Søren Fynbo Okholm |

## Műsorvezetők
A 2020-as műsor házigazdái Hella Joof és Rasmus Bjerg. Mindketten először vezetik majd a műsort, viszont Rasmus korábban vezette már a MGP gyermek változatának versenyét. Hella íróként, rendezőként és színészként tevékenykedik.

## P4 elődöntő
A dalverseny elődöntőjét a DR P4 rádióállomás rendezte, amely mindössze egy rádiós, valamint online felületű elődöntő volt. A szavazás január 20-án kezdődött és január 24-ig tartott. A végeredményt az internetes szavazás eredményei alakítják ki, amelyben a nézők három előadót juttattak tovább. A továbbjutókat a szavazás lezárása után pár órával közölték, míg a szakmai zsűri január 31-én közölte az általuk továbbjuttatott két dalt a meglévő hat közül.
| Területi felosztás | Területi felosztás | Előadó         | Dal                             | Eredmény       |
| ------------------ | ------------------ | -------------- | ------------------------------- | -------------- |
| Dél-Dánia          | Fyn                | Jamie Talbot   | Bye Bye Heaven                  | Továbbjutott   |
| Dél-Dánia          | Syd                | Kenny Duerlund | Forget It All                   | Továbbjutott   |
| Dél-Dánia          | Trekanten          | Nick Jones     | 2 AM                            | Kiesett        |
| Kelet-Dánia        | Sjælland           | SamSara        | For You                         | Kiesett        |
| Kelet-Dánia        | København          | Søren Okholm   | Impossible Dreamers             | Kiesett        |
| Kelet-Dánia        | Bornholm           | Ben & Tan      | Yes                             | Továbbjutottak |
| Észak-Dánia        | Nordjylland        | Emil           | Ville ønske jeg havde kendt dig | Továbbjutott   |
| Észak-Dánia        | Midt & Vest        | Sander Sanchez | Screens                         | Továbbjutott   |
| Észak-Dánia        | Østjylland         | MieLou         | We Could Be So Beautiful        | Kiesett        |

## Döntő
A döntőt március 7-én rendezi a DR Koppenhágában, a Royal Arénában tíz előadó részvételével. A végeredményt a nézők és a szakmai zsűri szavazatai alakítják ki. 
| # | Előadó                     | Dal                             | Zsűri | Közönség | Eredmény |
| - | -------------------------- | ------------------------------- | ----- | -------- | -------- |
|   | Ben & Tan                  | Yes                             |       |          |          |
|   | Benjamin Kissi             | Faith                           |       |          |          |
|   | Emil                       | Ville ønske jeg havde kendt dig |       |          |          |
|   | Isam B                     | Bølger                          |       |          |          |
|   | Jamie Talbot               | Bye Bye Heaven                  |       |          |          |
|   | Jasmin Rose ft. RoxorLoops | Human                           |       |          |          |
|   | Kenny Duerlund             | Forget It All                   |       |          |          |
|   | Maja & De Sarte Sjæle      | Den eneste goth i Vejle         |       |          |          |
|   | Sander Sanchez             | Screens                         |       |          |          |
|   | Sys Bjerre                 | Honestly                        |       |          |          |

## Az Eurovíziós Dalfesztiválon
Dániának 2020-ban is részt kell vennie az elődöntőben. 2020. január 28-án osztották fel a résztvevő országokat az elődöntőkbe, a dán előadó a második elődöntő második felében léphet a színpadra.